# Philyra (mythologie)
In de Griekse mythologie is Philyra (Grieks: Φιλύρα "
lindeboom") een dochter van Oceanus en Tethys, en dus een Oceanide. Ze trouwde met Nauplius en schonk hem een groot aantal nakomelingen, maar baarde ook aan Kronos een zoon (Chiron). Philyra werd door de Grieken vereerd als de godin die de mensheid had geleerd om papier te maken, en ze was ook de godin van het parfum, schoonheid en de schrijfkunst.